# 六次の隔たり
六次の隔たり（ろくじのへだたり、Six Degrees of Separation）とは、全ての人や物事は6ステップ以内で繋がっていて、友達の友達…を介して世界中の人々と間接的な知り合いになることができる、という仮説。多くの人数からなる世界が比較的少ない人数を介して繋がるスモール・ワールド現象の一例とされる。SNSに代表されるいくつかのネットワークサービスはこの仮説が下地になっている。
この仮説は、後述のスタンレー・ミルグラムの実験を裏づけとして大きく広まったが、それ以前から文学作品などを通じて知られていた。この仮説を描いた最古の作品はハンガリーの文学者カリンティ・フリジェシュによる1929年の小説『鎖』とされているが、「六次の隔たり」という名称は、劇作家ジョン・グエアの戯曲に由来する。この戯曲は後に『私に近い6人の他人』（原題：Six Degrees of Separation）として映画化された。
「六次理論」として井上ひさしも2005年5月23日の日本ペンクラブの会長再任の時にひとりひとりが30人くらいの友だちがいるとすると、これを6回たどっていくというように説明して「言論の自由」を守ろうと語った。

## 六次の隔たりの簡単な計算例

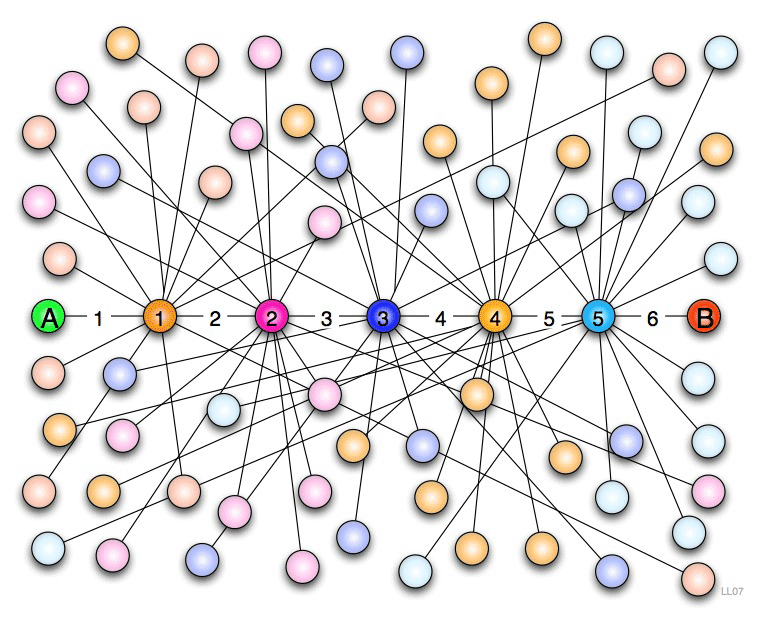
六次の隔たりのイメージ画

例えば、ある人物Aが50人の知り合いを持つとし、Aの知り合いであるBら50人が、Aとも互いにも重複しない知り合いを50人もち、Bらの知り合いであるCらがAともBらとも互いにも重複しない知り合いを50人もつ、と続ける。その場合、Aの6次以内の間接的な知り合いは506より156億2500万人となり、世界人口を上回る。つまり、Aは知り合いを6人たどることで、もっとも遠い距離にいる任意の人物とも知り合いになることができる。このような関係の一部を単純化して表したものが右の図である。ただし、実際にはBの知り合いがAの知り合いである可能性もあるため、単純に平均の知り合いの数をもってこの計算を正当化することはできないことに注意が必要である。
また、同様に、Aたちが持つ「重複しない知り合いの数」が23人であるとすると、236=148,035,889人となり、日本の総人口128,057,352人（2010年国勢調査に基づく2010年10月1日現在の確定値）を上回る。

## 最短仲介数
上の例における「1」などの数字は、その人からAさんまで最短で何人たどればよいかを表しており、この数字を最短仲介数という。最短仲介数を現実の世界で求めるには大変な手間を要するが、一部の狭い世界ではこの最短距離を求めようとする遊びが存在する。代表的な例として、数学界でのエルデシュ数、映画界でのケヴィン・ベーコン数やモニカ・ルインスキー数などが挙げられる。

## 平均仲介数
ある集団の中で起点とする人間0番を選び、0番と友人関係にある人たちを1番のグループ、1番に属する人と友人関係にあり0番ではない人たちを2番のグループ、2番に属する人と友人関係にあり0から1のグループに属さない人を3番のグループ、・・・といった手順で人々をグループ分けする。0番からはどう辿ってもたどり着けない人たちは∞番のグループに属するものとする。n番のグループに属する人の数をxnと表記すると、0番から集団のメンバーへの最短仲介数の平均y0が
『y0=(x1×1+x2×2+……+xn×n+……)/総人口』
と表せる。このy0を0番さんの平均仲介数という。

## 実験
一般に六次の隔たりを語る上で多く言及されるのが、イェール大学の心理学者スタンレー・ミルグラム教授によって1967年に行われたスモールワールド実験である。
この実験ではネブラスカ州オマハの住人160人を無作為に選び、「同封した写真の人物はボストン在住の株式仲買人です。この顔と名前の人物をご存知でしたらその人の元へこの手紙をお送り下さい。この人を知らない場合は貴方の住所氏名を書き加えた上で、貴方の友人の中で知っていそうな人にこの手紙を送って下さい」という文面の手紙をそれぞれに送った。その結果42通（26.25%）が実際に届き、42通が届くまでに経た人数の平均は5.83人であった。この実験は六次の隔たりの実証実験としてよく引き合いに出されるが、前述の26.25%という割合、世界中ではなくアメリカ国内に限っている点、追試に失敗した点などに触れられないまま、6というマジックナンバーや世界中といった誤解と共に言及されている場合が多い。
日本の社会学者も同様の実験を行った。九州を起点として「北海道の知人を紹介してください。もしいなければ、北海道に知人がいそうな人を紹介してください」と人々に尋ね回った。その結果北海道の人間に辿り着くまでの平均人数は7人であった。コロンビア大学の教授ダンカン・ワッツらが電子メールで同様の実験を行った際は、到達率2%、理論的な仲介人数は5 - 7人であった。
探偵!ナイトスクープで、「与那国島の日本最西端の地で最初に出会った人に友人を紹介してもらい、何人目で明石家さんまに辿り着くか」という企画が行われ、その結果は7人であった。
また2014年8月27日放送分の「水曜日のダウンタウン」において「数珠つなぎ6人で誰の電話番号にでもたどり着ける説」として六次の隔たりが紹介された。番組内では例として、道ゆく人にダウンタウンの松本人志の電話番号を知っていそうな友人に電話をかけてもらい、何人で辿り着くかを検証したところ、結果は4人であった。

## ソーシャル・ネットワーキング・サービスとの関係
ソーシャル・ネットワーキング・サービスの理論的下地の1つであり、1997年から2001年まで運営されていたSixDegrees.comや日本で2004年から運営されているGREEの名称の由来である。
2008年、日本国内最大のSNSコミュニティmixiについて、同社のエンジニアによってスモールワールド性の検証記事が書かれ、6人目で全体の95%以上の人数に到達できることが明らかにされた。2011年には、Facebookとミラノ大学による共同調査の結果、世界中のFacebookユーザーのうち任意の2人を隔てる人の数は平均4.74人であることが発表された。